# 衝擊指示器

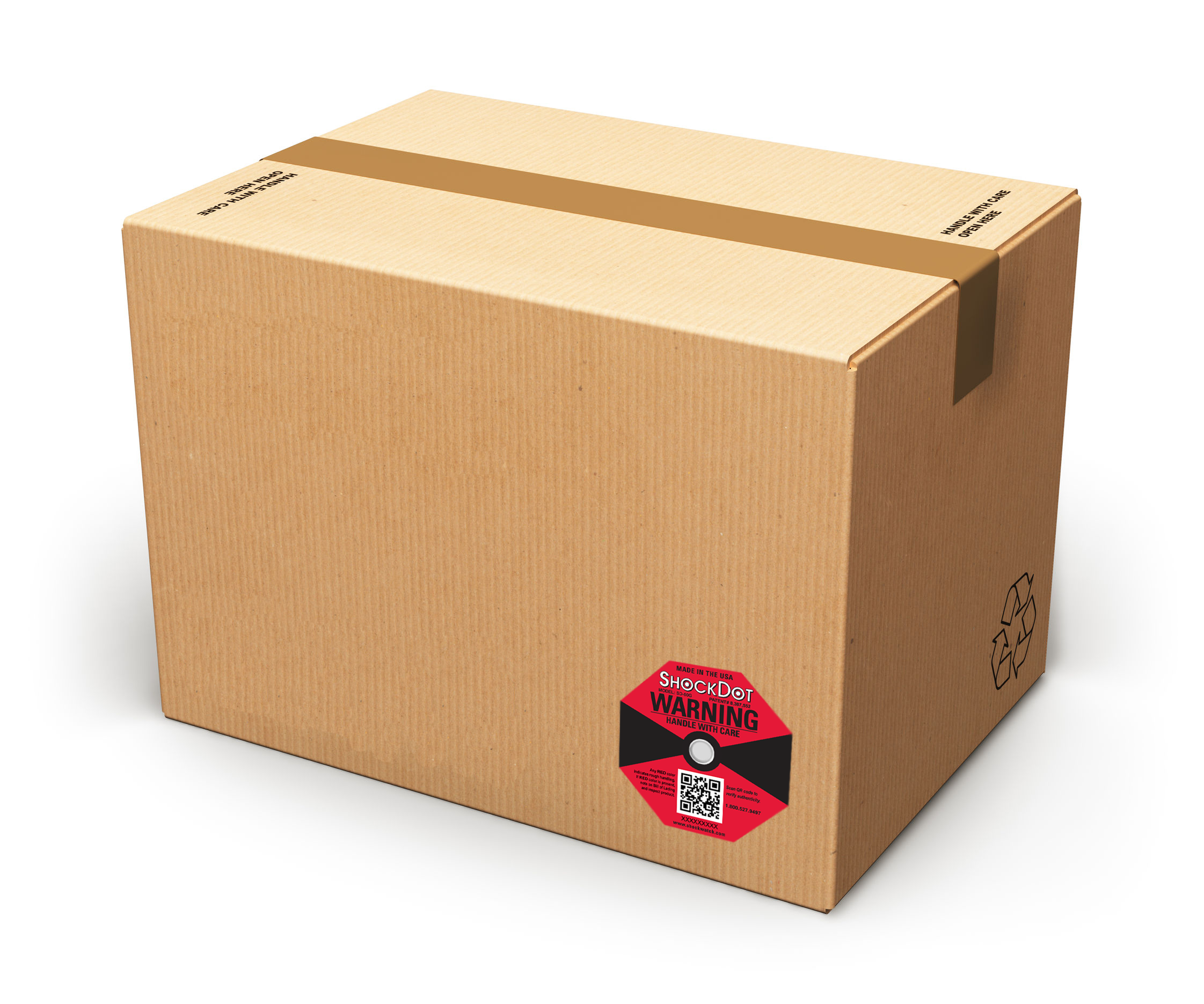
黏貼衝擊指示器（紅色）的紙箱

衝擊指示器，又称冲击过载指示器，是一類機械裝置，用來檢測和記錄貨物撞擊。通常的做法是在要運輸的昂貴貨物上安裝衝擊指示器，這樣貨物運輸過程中所受到的震動幅度和時間就會被記錄下來，可以確保精密和昂貴的儀器在運輸過程中不會被錯誤處理或暴露在不適當的環境條件下。衝擊指示器大多都有提供是否達到或超過衝擊力G值的視覺指示，例如斷裂的彈簧、顏色的變化或LED數字顯示的形式。
衝擊指示器最早是由美國Shockwatch公司發明，但當時市場上並無中文名稱所以早期都稱呼為變色龍貼紙，後來由台灣的萬又企業於2009年將『衝擊指示器』這個名詞用在產品上，久而久之就變成Shockwatch這個產品的代名詞。
發明衝擊指示器是為了確保昂貴貨物的安全運輸，並讓相關的人員對損壞負責，與其他發明一樣，它經歷了不同的發展階段。最早的衝擊指示器是帶有彈簧負載組件的簡單機械裝置，較新的產品是集成了一套複雜的電子電路，可以檢測、測量和記錄衝擊。

## 彈簧加載組件
彈簧負載型衝擊指示器包括一個簡單的可伸縮彈簧，一端帶有負載或配重。根據胡克定律，小的衝擊只會導致負載從其靜止位置暫時偏移，足以將彈簧拉伸到超出其彈性極限的衝擊將導致彈簧不可逆轉的變形，從而提供系統經歷過這種衝擊的永久指示。可以通過仔細選擇彈簧的材料和形狀以及負載質量來調整達到彈性極限的臨界加速度。

## 粘度和表面張力
物理型衝擊指示器涉及表面張力和毛細作用。這種震動指示器由水、墨水和吸收材料製成。衝擊超過其表面張力，導致液滴落下並被材料吸收。在大多數應用中，吸收材料為白色，液體為紅色，用戶將看到顏色變化。
衝擊力量大小的設定與粘度有關，較高的粘度需要強烈的衝擊才能使液體落下，而較低的粘度則只需要較小的衝擊力即可，這是產品設定不同撞擊G力的原則。

## 最新的衝擊指示器
最新的衝擊指示器比傳統機械彈簧加載組件複雜得多，通常具有低功耗的壓電加速度計，不僅可以檢測和測量衝擊力，還可以長時間記錄幾個月甚至幾年內所經歷的衝擊範圍。